# 조상현 (축구 선수)
조상현(1998년 3월 3일~)은 대한민국의 축구 선수로, 포지션은 공격수이다. 현재는 춘천시민축구단 소속이다.